# Marcaderiva
«Driftmark» (en español, «Marcaderiva») es el séptimo episodio de la primera temporada de la serie de televisión dramática de fantasía estadounidense La casa del dragón, basada en la segunda mitad de la novela Fuego y sangre de George R. R. Martin. Presenta como los Targaryen se unen a los Velaryon en Marcaderiva para el funeral de Lady Laena Velaryon. El episodio está ambientado en el universo de la serie Game of Thrones, 172 años antes de sus eventos. Fue escrito por Kevin Lau, y dirigido por Miguel Sapochnik.
Paddy Considine, Matt Smith, Olivia Cooke, Emma D'Arcy y Rhys Ifans lideran el capítulo como el rey Viserys I Targaryen, el príncipe Daemon Targaryen, la reina Alicent Hightower, la princesa Rhaenyra Targaryen, y Ser Otto Hightower, respectivamente, protagonizando junto a Steve Toussaint, Eve Best, Fabien Frankel, Graham McTavish y Matthew Needham. El capítulo también marca la aparición final del elenco juvenil de apoyo: Leo Hart, Harvey Sadler, Ty Tennant, Leo Ashton, Evie Allen, Shani Smethurst y Eva Ossei-Gerning.
«Driftmark» se estrenó en HBO el 2 de octubre de 2022. Recibió críticas muy positivas, con elogios hacia la dirección de Sapochnik, la escena del funeral de apertura, Aemond reclamando a Vhagar, la pelea entre Aemond y sus sobrinos y primas, la confrontación de medianoche, el giro final de la trama y las actuaciones del elenco (particularmente la de Cooke). Sin embargo, algunos críticos discreparon con la iluminación y calificaron la escena nocturna de indebidamente oscura.

## Trama
En Marcaderiva, comienza el funeral de Lady Laena Velaryon, donde su familia se encuentra presente junto al rey Viserys I Targaryen y su respectiva familia, acompañados por Ser Otto Hightower, quien retomó su papel como Mano del Rey tras la muerte de Lord Lyonel Strong. Lord Vaemond Velaryon, quien realiza la ceremonia de entierro de su sobrina al mar, en su discurso realiza comentarios molestos hacia la princesa Rhaenyra Targaryen y la legitimidad de sus hijos. En el velorio, Rhaenyra aconseja a Jacaerys consolar a sus primas, pero el menciona que deberían estar de luto en Harrenhal por Ser Harwin Strong. Ella le aclara que su familia son los Velaryon, no los Strong. 
Aemond y Aegon Targaryen habla del compromiso de este último con su hermana Helaena Targaryen, quien da una profecía ambigua con ayuda de una araña. Ser Criston Cole siente el observamiento contaste hacia la reina Alicent Hightower por parte de Lord Larys Strong, quien ahora es señor de Harrenhal. Lucerys Velaryon se muestra reacio a ser señor de Marcaderiva algún día, puesto eso significaría que todos están muertos. Al ver a su hijo Laenor devastado en el mar, Corlys Velaryon manda a Ser Qarl Correy ayudar a su amo, mostrando sutilmente los gustos de su hijo a los presentes. Daemon Targaryen rechaza regresar a Desembarco del Rey, y sale furioso del velorio, seguido por Rhaenyra. 
Antes de irse a dormir, Viserys confunde a Alicent con Aemma Arryn. Al anochecer, Otto  lleva furioso a la cama a un ebrio Aegon, mientras Qarl trae a un devastado Laenor. En la sala del trono de Marcaderiva, Corlys y su esposa Rhaenys Targaryen hablan de la partida de su hija, con Rhaenys intentando buscar un culpable de la muerte de Laena. Ella resalta la ambición de Corlys por el Trono de Hierro, mostrando su deseo de que su nieta Baela herede el poderío de Marcaderiva, pues es de verdadera sangre Velaryon. Corlys muestra su claro rechazo, señalando que la historia solo recuerda nombres, no sangre. Rhaenyra y Daemon conversan en la playa sobre los últimos acontecimientos, acabando con ambos teniendo relaciones sexuales. 
Aemond busca a Vhagar, quien se ha quedado sin jinete, y logra reclamarla, volando con ella por primera vez. Baela observa esto y levanta a su hermana y primos, para confrontar a Aemon. Al encontrase en la entrada inferior, Rhaena Targaryen se enoja con Aemon, pues ella deseaba reclamar a Vhagar para honrar a su madre. Cuando el joven príncipe ofende a Rhaena, ella intenta golpearlo, comenzando una pelea entre los niños, donde acaba cuando Lucerys le corta el ojo a su tío. Los príncipes son llevados a la sala principal, donde Viserys regaña a la guardia real, mientras el gran maestre señala que Aemon perdió el ojo. Corlys y Rhaenys dentro a la sala para ver a su nietas, al mismo tiempo que Rhaenyra junto Daemon para ver a su hijos. 
Viserys le pide repuestas a su hijo de lo sucedido, a lo que Alicent y Rhaenyra comienzan una disputa de lo que sucedió. La princesa señala que sus hijos solo se defendieron de los ataques de Aemond, quien insulto su legitimidad. Ante esto, Viserys le pregunta al príncipe donde escucho tales afirmaciones, señalando a Aegon, quien dice que todos saben de su bastardía con solo mirarlos. Viserys ordena que se den las pases, pero Alicent desea que le saquen el ojo a Lucerys, como la paga de una deuda. Viserys lo niega rotundamente, aunque Alicent muestra un desafianza a sus palabras. El rey proclama que cualquiera que dude de la legitimidad de los hijos de Rhaenyra, se le cortara la lengua. 
Dominada por la desesperación y venganza, Alicent toma la daga del rey con dirección a Lucerys para arrebatarle el ojo. Rhaenyra la detiene, forcejeando con ella mientras Criston es detenido por la guardia antes de intervenir. Alicent habla de como ella honra la ley y el reino mientras Rhaenyra pisotea todo esto. La princesa desafiante le dice que ahora sin su manto de honradez, todos la ven por quien es en verdad. Alicent furiosa, le hace un corte sin querer a Rhaenyra en el brazo. Tras la confrontación, Aemond dice que fue un intercambio justo, su ojo por un dragón, con lo que Viserys termina el asunto y se van. En la mañana, Otto visita a Alicent, quien se siente arrepentida por sus actos, pero su padre la felicita por su determinación de ganar, mencionado que mantenga su pasión a raya y así podrán prevalecer. 
Mientras Rhaenyra es curada, Laenor aparece para pedirle perdón por su falta de deber, prometiéndole que se quedara a su lado mientras su amante Qarl va a luchar contra la triarquía. La familia real regresa a Desembarco del Rey, con Viserys pidiéndole a Alicent dejar de hablar sobre lo ocurrido. En le barco de regreso, Lord Larys muestras sus lamentos a Alicent sobre la pérdida del ojo de Aemond, sugiriéndole que puede darle lo que la reina desea. Alicent niega que sea necesario, pero diciéndole que el día en que necesite su fuerza y discreción llegara pronto. Rhaenyra le pide a Daemon que se unan en matrimonio pues lo necesita para luchar contra sus enemigos. 
Por ello, ambos junto a Laenor y su amante fingieron la muerte de Laenor, que supuestamente ocurre cuando Qarl le quema la cara por sentirse traicionado, siendo un cadáver de un guardia el que se hace pasar por este, y es sufrido por sus padres. Laenor se escapa con Qarl en barco, a un paradero desconocido. Siendo ahora supuestamente viuda, Rhaenyra se casa con Daemon en una ceremonia según el rito valyrio, con sus hijos observando.

## Producción

### Escritura
«Driftmark» fue escrita por el productor Kevin Lau, marcando su primera vez en la franquicia Game of Thrones.

### Casting
El casting comenzó en julio de 2020. En octubre de 2020, Paddy Considine fue elegido como Viserys I Targaryen. A Considine se le ofreció un papel en Game of Thrones, pero lo rechazó debido a los elementos de fantasía de la serie. En diciembre de 2020, Matt Smith, Olivia Cooke y Emma D'Arcy fueron elegidos para interpretar al príncipe Daemon Targaryen, la reina Alicent Hightower y la princesa Rhaenyra Targaryen. En febrero de 2021, se agregaron al elenco principal Rhys Ifans como Otto Hightower, Steve Toussaint como Corlys Velaryon y Eve Best como Rhaenys Targaryen. En abril de ese año, Fabien Frankel se unió al elenco como Ser Criston Cole. En mayo, Graham McTavish fue visto en el set con el vestuario completo interpretando a Harrold Westerling. Matthew Needham fue elegido como Larys Strong, un personaje similar a los de Varys y Petyr Baelish de Game of Thrones.
Wil Johnson da vida a Vaemond Velaryon, mientras John Macmillan interpreta a Laenor Velaryon. La escena final de Laenor en el episodio, fue la primera que Macmillan grabó para la serie. El amante de Laenor, Qarl Correy es interpretando por Arty Froushan y la dama de la reina, Talya, por Alexis Raben. El episodio marca la última aparición de Leo Hart, Harvey Sadler, Ty Tennant, Leo Ashton, Evie Allen, Shani Smethurst y Eva Ossei-Gerning, quienes interpretan las versiones jóvenes de los príncipes Jacaerys, Lucerys, Aegon, Aemond, Helaena, Baela y Rhaena respectivamente; puesto para el siguiente episodio serán cambiados por los actores Harry Collett, Elliot Grihault, Tom Glynn-Carney, Ewan Mitchell, Phia Saban, Bethany Antonia, y Phoebe Campbell.

### Rodaje
El episodio fue dirigido por el showrunner y productor ejecutivo Miguel Sapochnik, convirtiéndolo en su tercer crédito como director de la serie, después de «Los herederos del dragón» y «La princesa y la reina». También marca su novena y última vez para la franquicia en general, luego de su partida como showrunner antes de la producción de la segunda temporada. La isla St Michael's Mount, en Mount's Bay, Cornualles, Inglaterra, sirvió como ubicación para el asentamiento conocido como Marcaderiva, en donde trascurre el episodio y por cual obtiene su título.

## Recepción

### Audiencias
«Driftmark» fue vista por 1,88 millones de espectadores estimadamente durante su primera emisión en HBO el 2 de octubre de 2022.

### Respuesta crítica

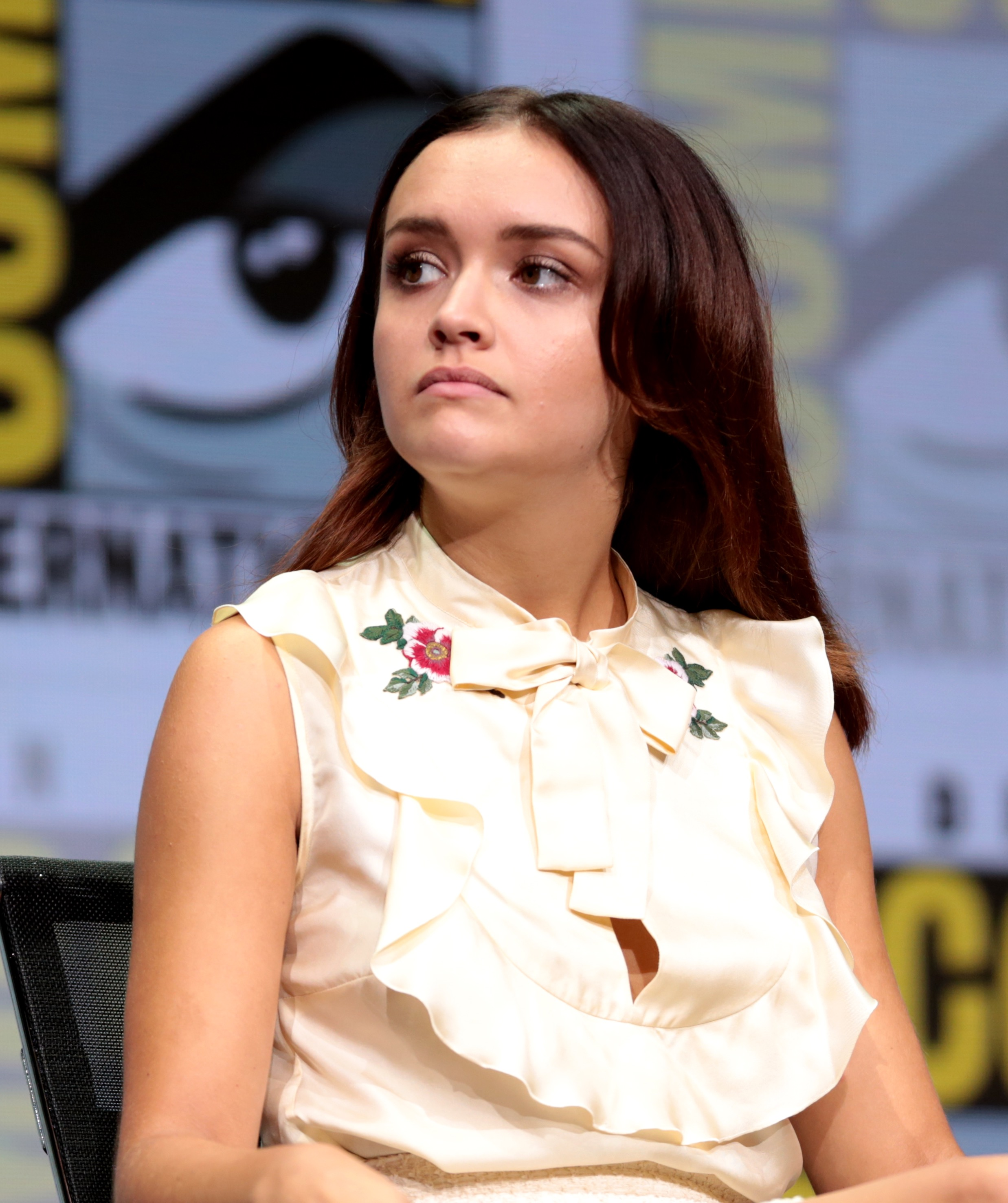
Olivia Cooke recibió elogios por su actuación como Alicent Hightower en el episodio.

El episodio recibió críticas muy positivas. En el agregador de reseñas Rotten Tomatoes, tiene un índice de aprobación del 94% basado en 31 reseñas, con una calificación promedio de 7.4/10. El consenso crítico del sitio web dijo: «Mientras que la copiosa cinematografía diurna por nocturna incitará a los espectadores a ajustar su configuración de brillo, ‹Driftmark› es una excursión sumamente satisfactoria a las disputas familiares y las reuniones tabú».
Escribiendo Den of Geek, Alec Bojalad le dio una calificación de 4.5 de 5 estrellas, alabando la escena funeraria de apertura, el diseño del escenario, el diseño de sonido, el ritmo, las actuaciones, la partitura de Djawadi y la dirección de Sapochnik, y lo llamó una «hora de televisión visualmente asombrosa, bien elaborada y tonalmente perfecta». Recibió 4 de 5 estrellas de Michael Deacon de The Daily Telegraph, Hillary Kelly de Vulture y Jack Shepherd de GamesRadar+. Deacon lo consideró «otro episodio fuerte, crepitante de tensión y conflicto» y destacó la escena de lucha entre Aemond y Jacaerys, Lucerys, Baela y Rhaena, así como la escena del encuentro a medianoche. Kelly destacó la escena de la unión de Aemond con Vhagar, el ritmo (que se considera una mejora con respecto al episodio anterior), y también la escena de lucha (especialmente la coreografía), llamándolo «un ingenioso espejo de cómo los adultos manejan las mismas acusaciones y desaires». Shepherd escribió en su veredicto: «un velorio tenso conduce a un enfrentamiento sangriento en el que los niños intentan asesinarse unos a otros. Es televisión deslumbrantemente buena», y elogió la actuación de Cooke. Revisando para IGN, Helen O'Hara le dio un puntaje «increíble» de 9 sobre 10 y lo resumió en su veredicto: «Una mezcla experta de oscuridad y luz – excepto en la cinematografía – este es un triunfo lleno de dramatismo y satisfactoriamente impulsado por los personajes. Podrías cortar la tensión con un cuchillo – y algún que otro ojo también.»